# Carex austrokoreensis
Espèce
Classification phylogénétique
Carex austrokoreensis est une espèce de plantes du genre Carex et de la famille des Cyperaceae.